# Carl-Ivar Brändén
Carl-Ivar Brändén (* 14. Mai 1934 in Södar Bergnäse; † 28. April 2004) war ein schwedischer Strukturbiologe und Mathematiker, welcher maßgebende Beiträge zu der Strukturaufklärung wichtigster Proteine, wie Alkoholdehydrogenase oder RuBisCO, beisteuerte.

## Leben
Carl (oder meist Calle von Freunden und Familie) wuchs als Sohn eines Lehrers in einem kleinen Dorf in Lappland auf. Sehr bemüht in der Schule, wurde ihm ein Stipendium in Uppsala zuerkannt, wo er begann Mathematik und Physik zu studieren. Während seines Studiums wandte er sich dann aber langsam mehr und mehr der Chemie zu. Er schrieb seine PhD-Arbeit über inorganische Komplexe und machte hier erstmals Bekanntschaft mit kristallographischen Methoden zur Aufklärung von Molekülstrukturen.
Er heiratete Malin Åkerblom, mit welcher er zwei Söhne, Henrik und Per, hat.
In 1991 legte er seine aktiven Forschungspositionen nieder und wurde Research Director des European Synchrotron Radiation Facility in Grenoble. Während seiner Zeit dort trug er maßgeblich zur Gestaltung mehrerer X-Ray Beamlines für mehr biologische und medizinische Forschung bei, bevor er sich 1997 zurück nach Schweden begab. Dort beschäftigte er sich mit der Überarbeitung seines Buches und wirkte weiterhin als Editor des Journals Structure und Mitglied des Nobelkomitees für Chemie.

## CIBB – Grenoble
Zum Dank für sein umfassendes Wirken wurde 2004 ein neues Forschungsgebäude am Forschungscampus in Grenoble nach ihm benannt. Im CIBB (= Carl-Ivar Brändén Building) kollaborieren Forscher des ESRF und des EMBL miteinander, um neue, unbekannte Proteinstrukturen zu entschlüsseln.